# 쇼텐가이

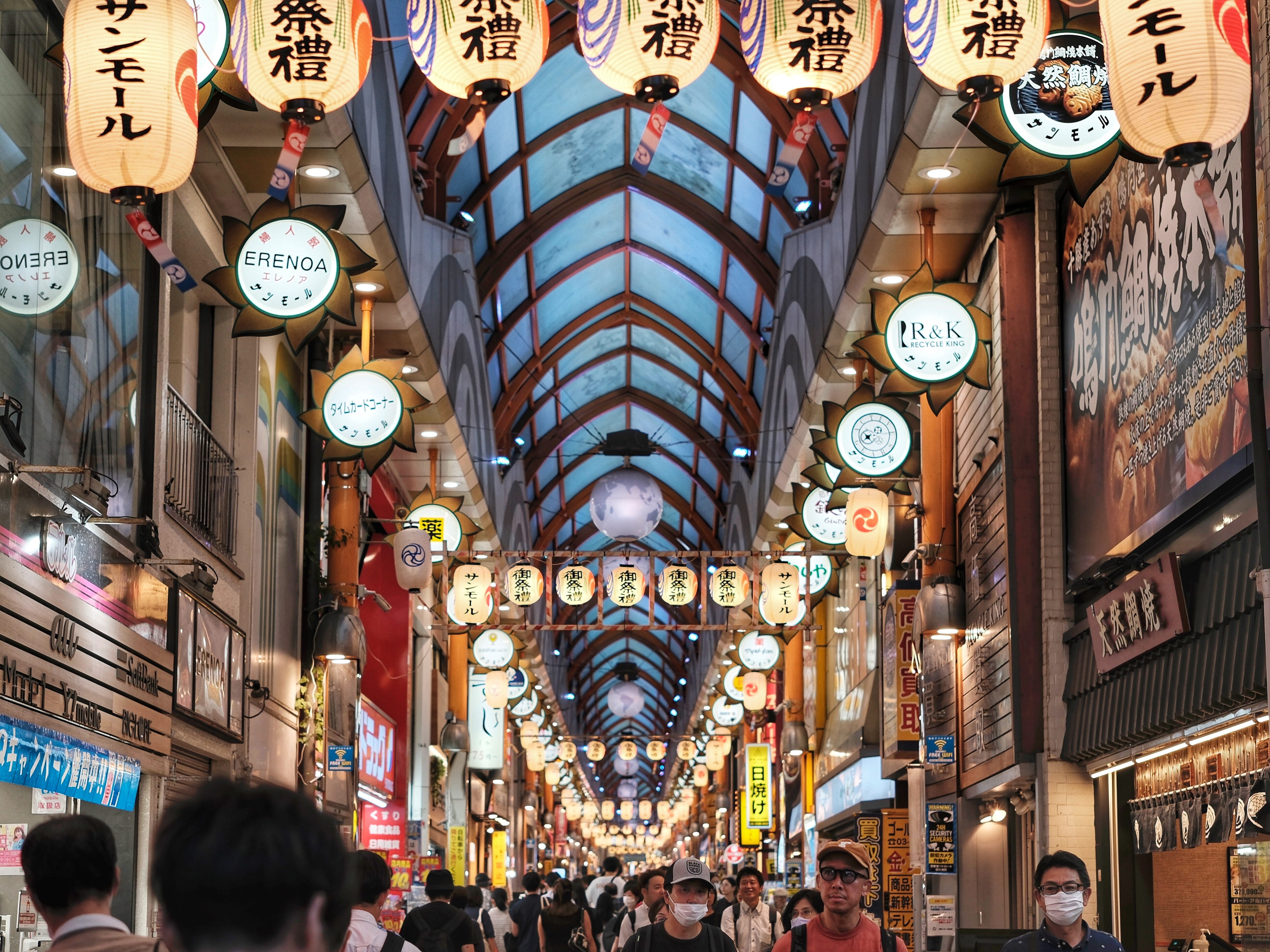

쇼텐가이(일본어: 商店街)는 일본 특유의 상점가 형태다. 일반적으로 차량의 진입이 통제되는 골목길을 따라 양쪽에 들어선 가게들로 형성된다.
일본 경제산압성 상업통계상에서는 “소매점, 음식점 및 서비스업을 영위하는 사업소가 근접하여 30점포 이상 있는 것”을 쇼텐가이(상점가)라고 정의한다. 이 정의에 따르면 2014년 기준 일본 전국에 12,568개소의 상점가가 있다.:177
세계 어디에나 상점가는 전근대로부터 자연발생했지만, 오늘날의 전형적인 “쇼텐가이”는 20세기 들어서 인위적으로 만들어지기 시작한 것이다.:52 20세기 전반기부터 농민층이 감소하고 도시인구가 급증하는 이촌향도 현상이 발생했다. 이 때 도시에 유입된 사람들이 모두 임노동자로 고용될 수는 없었고, 창업자본이 그다지 필요하지 않은 점포, 포장마차, 행상 등 영세 소매 자영업으로 많은 수가 유입되었다.:53-57 이들 영세 자영업자를 더 이상 늘리지 않는 것, 그리고 이미 생겨난 영세 자영업자를 빈곤화시키지 않는 것이 정책적 과제가 되어 만들어진 것이 쇼텐가이다.:67-72
상점가 조직은 정내회와 동등한 임의단체다. 다만 지역진흥・입점점포간 상호부조를 목적으로 상점가진흥조합법의 규정을 만족하는 상점가진흥조합을 조합조직으로서 설립할 수 있다. 유력한 상점가 중에는 진흥조합에서 상근직원을 고용해서 포인트카드・쿠폰 동동발급, 연말세일 등 판매촉진 기획운영, 입점 점주 및 종업원 복리후생, 주차장 경영 등의 사업을 적극적으로 벌이는 곳들도 있다.
오늘날에는 자동차 생활의 보급, 소비자의 생활스타일 변화, 점포 형태의 다변화, 교외로의 인구유출, 농어촌 지방소멸, 산업구조 전환, 기타 요인으로 인해 침체하는 상점가가 많다.

## 같이 보기
- 바자르
- 상권
- 수크